# Comuna Paharivka, Djankoi
Paharivka (în ucraineană Пахарівка) este o comună în raionul Djankoi, Republica Autonomă Crimeea, Ucraina, formată din satele Paharivka (reședința) și Vîpasne.

## Demografie
Componența lingvistică a comunei Paharivka
     Rusă (56,93%)
     Ucraineană (30,5%)
     Tătară crimeeană (10,83%)
     Alte limbi (0,98%)
Conform recensământului din 2001, majoritatea populației comunei Paharivka era vorbitoare de rusă (56,93%), existând în minoritate și vorbitori de ucraineană (30,5%) și tătară crimeeană (10,83%).